# 平荘町
平荘町（へいそうちょう）は、兵庫県加古川市の地域である。本項ではその前身の平荘村（へいそうむら）についても述べる。

## 概要

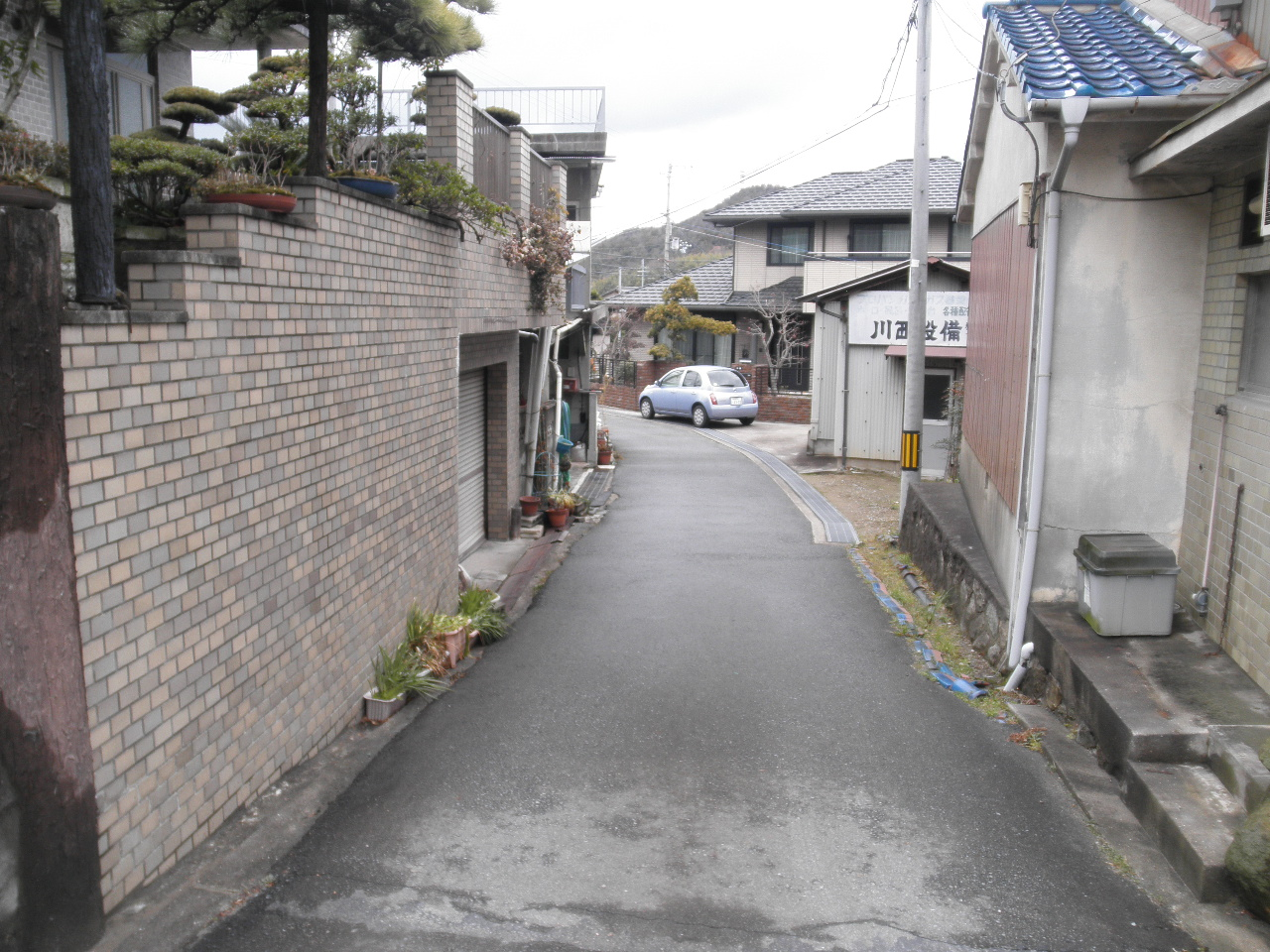
平荘町にある住宅地帯
平荘町小畑で撮影

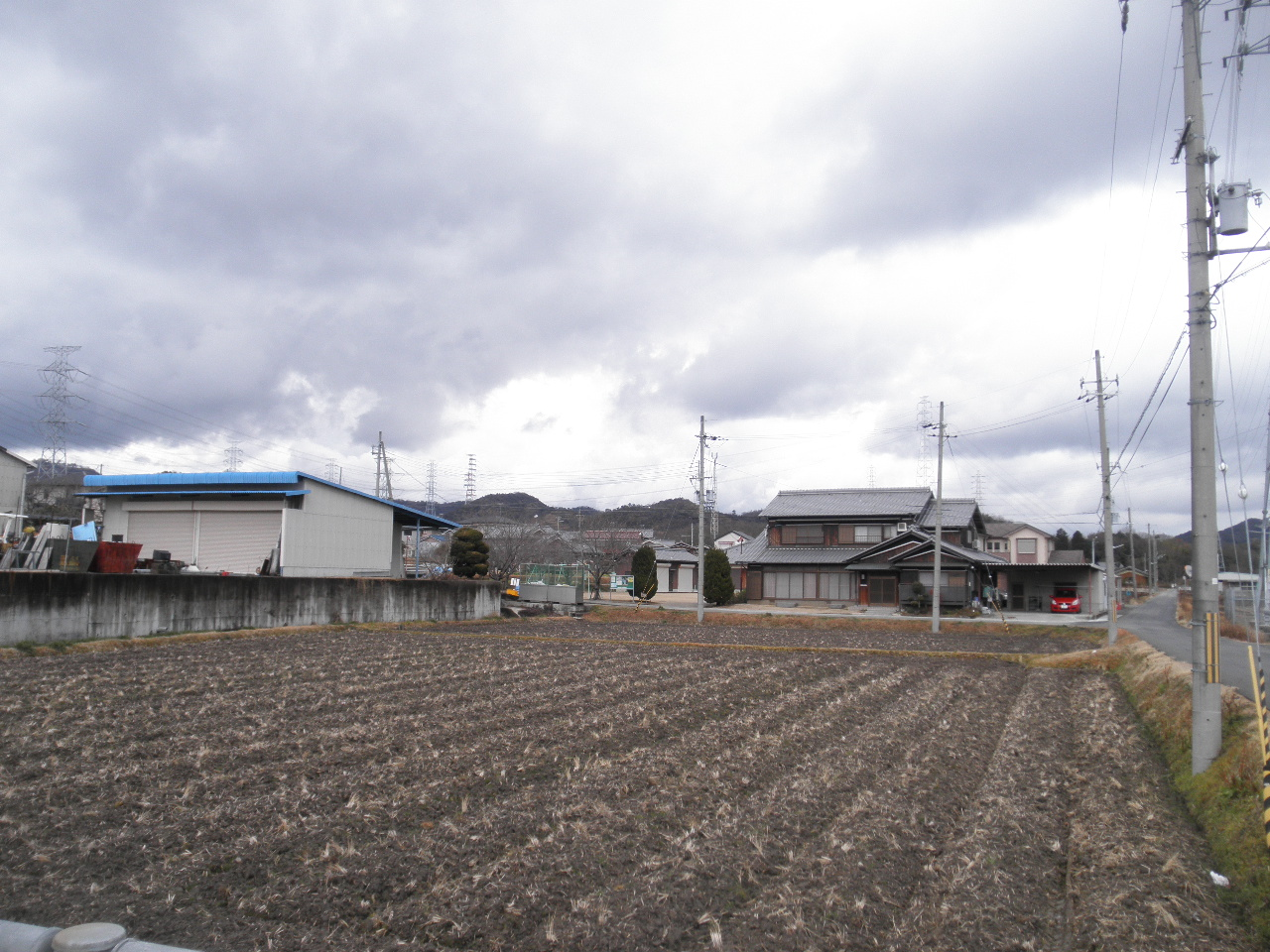
平荘町にある農業地帯
平荘町小畑で撮影

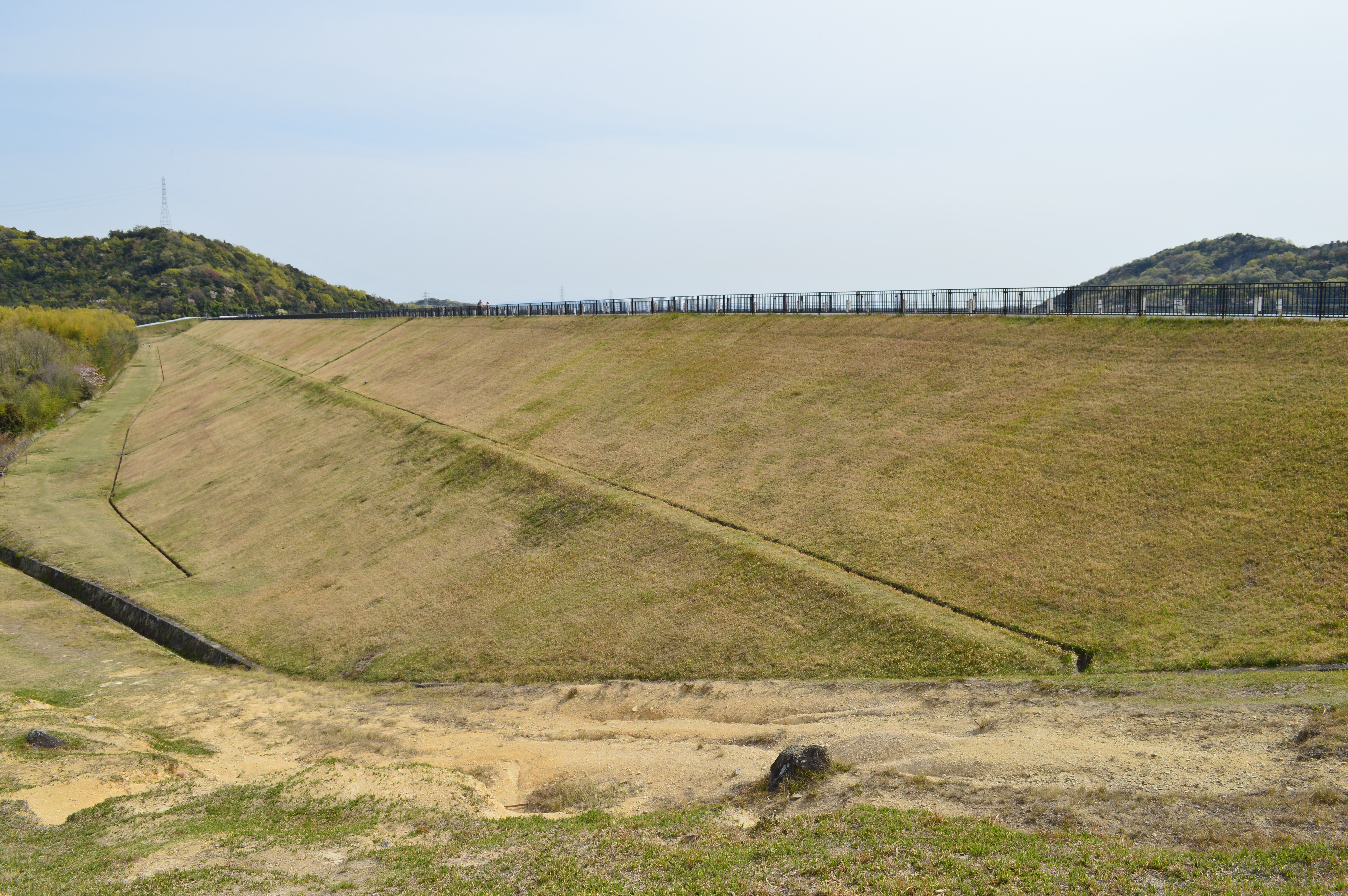
平荘湖堤防

平荘町は、加古川市の北中部に位置する。大字に平荘町山角・平荘町神木・平荘町新中山・平荘町上原・平荘町中山・平荘町磐・平荘町養老・平荘町里・平荘町池尻・平荘町西山・平荘町小畑・平荘町一本松がある。平荘町は、旧荘名である平之荘村から名付けられた。播磨工業地域への工業用水の供給源として、平荘湖・権現ダム湖が造られた。

## 歴史

### 年表
- 1889年（明治22年）4月1日 - 町村制施行により印南郡山角村・養老村・里村・池尻村・西山村・小畑村・一本松新村・神木村・上原村・中山新村・磐村が合併して印南郡平荘村が発足[1]。
- 1955年（昭和30年）4月1日 - 印南郡上荘村・加古郡八幡村とともに加古川市へ編入[1]。
- 1966年（昭和41年） - 平荘湖が建設される[2]。
- 1973年（昭和48年）7月17日 - 平荘町新中山が新設される[3]。
- 1982年（昭和57年）3月 - 権現ダムが建設される[4]。

## 交通

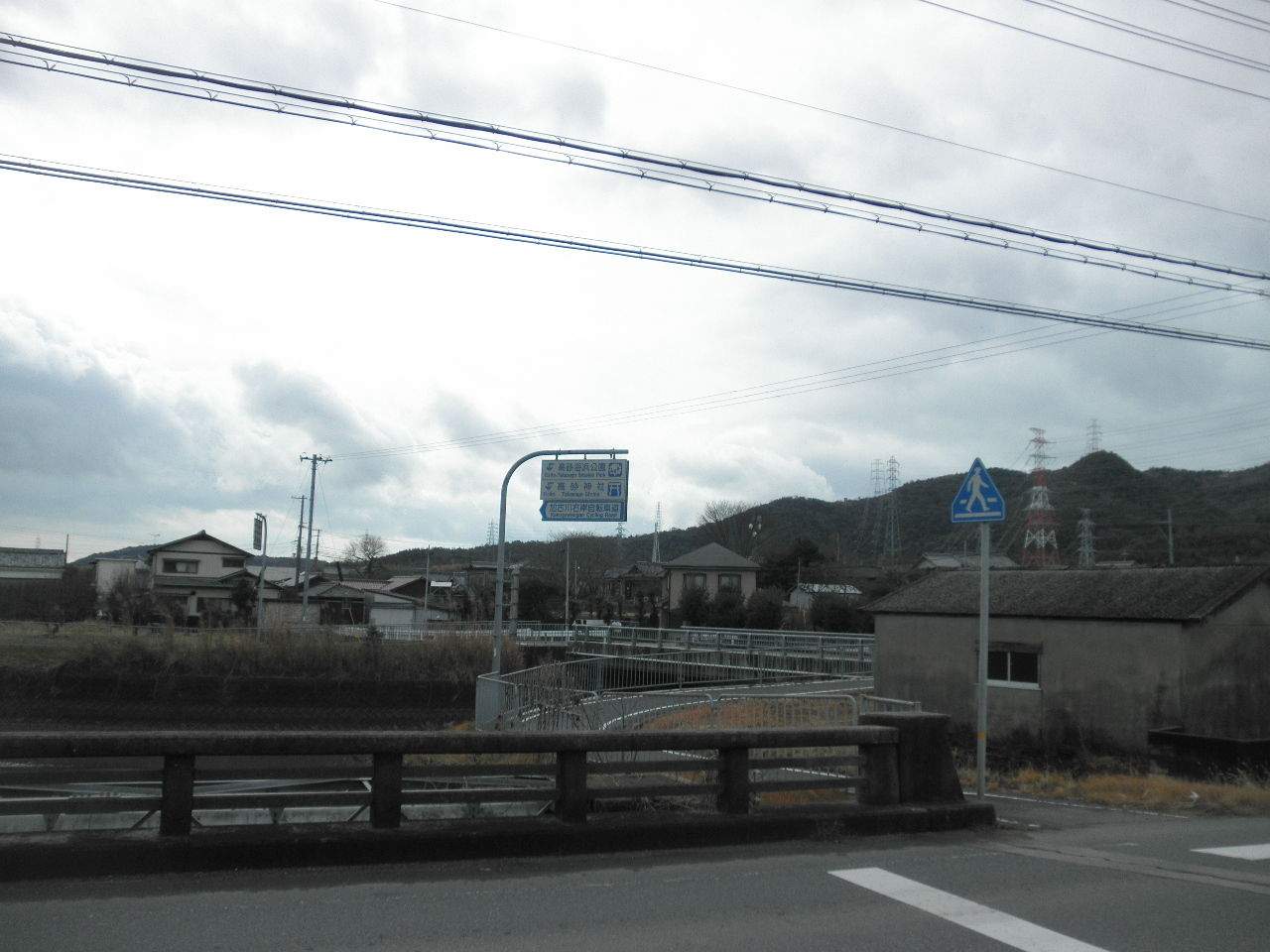
兵庫県道572号播磨中央自転車道線 平荘町西山で撮影

バス
神姫バス
道路
兵庫県道65号神戸加古川姫路線
兵庫県道79号高砂加古川加西線
兵庫県道375号平荘市場線
兵庫県道387号平荘魚橋線
兵庫県道572号播磨中央自転車道線
山陽自動車道 - 権現湖PA
- 兵庫県道572号播磨中央自転車道線
平荘町西山で撮影

## 教育
義務教育学校
加古川市立義務教育学校両荘みらい学園

## 郵便局
- 平荘郵便局

## 公共施設
- 加古川市立少年自然の家
- 加古川新クリーンセンター

## 主な寺社
寺院
- 報恩寺 - 高野山真言宗の寺院。山号、印南山。本尊、十一面観音菩薩。1275年（建治元年）開基。
- 地蔵寺 - 曹洞宗の寺院。山号、尋命山。本尊、地蔵菩薩。1721年7月19日（享保６年6月26日）開基。
- 長楽寺 - 曹洞宗の寺院。山号、安清山。本尊、十一面観音菩薩。1275年（建治元年）開基。
- 称専寺 - 浄土真宗本願寺派の寺院。山号、平松山。本尊、阿弥陀如来。1724年（享保9年）開基。

神社
- 平之荘神社 - 郷社。祭神、品陀別神など。もと報恩寺の神宮寺[7]。
- 熊野神社 - 祭神、熊野権現。
- 芝天満宮 - 祭神、菅原道真。
- 八坂祇園社 - 祭神、祇園。

## 登録文化財
当町にある登録文化財は以下の通り
兵庫県指定文化財
- 石造十三重塔 - 1957年（昭和37年）7月16日指定
- 石造五輪塔 - 1975年（昭和50年）3月18日指定
- 石造宝篋印塔 - 1975年（昭和50年）3月18日指定
- 釈迦三尊十六善神像 - 2004年（平成16年）3月8日指定

加古川市指定文化財
- 弥陀三尊種子板碑・釈迦三尊種子板碑 - 1991年（平成3年）10月1日指定
- 胎蔵界大日一尊種子板碑及び地蔵立像 - 1991年（平成3年）10月1日指定
- 播州印南郡報恩律寺七堂図(参詣曼荼羅図)- 2000年（平成12年）4月13日指定
- 六尊石仏 - 2008年（平成20年3月13日指定
- 八尊石仏 - 2009年（平成21年）3月6日指定
- 平之荘神社神輿 - 2001年（平成13年）4月12日指定
- 大般若経 - 2002年（平成14年）4月11日指定